# Kaposijev sarkom
Kaposijev sarkom (tudi Kaposijev tumor) je tumor, ki ga povzroča humani herpesvirus 8 ob prisotnih drugih dejavnikov (imunosupresija, oksidativni stres ...). Tumor je leta 1872 prvi opisal madžarski dermatolog Moritz Kaposi in po njem so ga kasneje poimenovali. V 80. letih je postal zlasti znan kot bolezen bolnikov z aidsom, čeprav se pojavlja tudi neodvisno od okužbe z virusom HIV.

## Klinični znaki
Pri Kaposijevem sarkomu se pojavijo rdeče, vijolične, rjave ali črne kožne lezije v obliki bunčic (čvrste kožne vzbrsti nad ravnjo kože). 
Lezije se nahajajo tudi v ustih, prebavnem traktu in dihalih. Hitrost rasti lezij je zelo različna.
Lezije na koži se pojavi zlasti na spodnjih okončinah, obrazu, ustih in spolovilih. Lahko povzročajo razkroj kože. Spremlja jih oteklina zaradi lokalnega vnetja ali nastanka limfedema, ker tumor moti odtok mezge po mezgovnicah. Kožne lezije močno vplivajo tudi na psihosocialno stanje bolnika, saj so vidne navzven. Do nastanka lezij v ustih pride pri okoli 30 % bolnikov; pojavijo se zlasti na trdem nebu in dlesnih. Gastrointestinalni trakt je prizadet zlasti pri bolnikih z aidsom ali s presajenimi organi. Ni nujno, da so prisotne tudi kožne spremembe. Včasih ne povzročajo nobenih simptomov, lahko pa pride zaradi njih do hujšanja, navzee in bljuvanja, driske, krvavitev v prebavni trakt, zmanjšane absorpcije hrane, obstrukcije prebavnega trakta 
Lezije v dihalih lahko povzročajo težave z dihanjem, vročino, kašelj, hemoptizo (izkašljevanje krvi) in bolečine v prsih 

## Patofiziologija in diagnoza
Kljub poimenovanju ne gre za pravi sarkom (tumor, ki vznikne iz mezodermalnih celic). Gre za rakavo obolenje limfatičnega endotelija, pri katerem se tvorijo žilni kanali, zapolnjeni s krvnimi celicami, kar daje tumorju videz modrice.
Kaposijev sarkom gradijo rakave celice podolgovate oblike. Tumor vsebuje nenormalno gosto in neenakomerno žilje, ki prepušča rdeče krvničke v okolno tkivo in mu daje temno obarvanje. Vnetje okoli tumorja lahko povzroča oteklino in bolečino.
Na diagnozo lahko posumimo že na osnovi izgleda lezij, vendar gotovost nudita le biopsijska preiskava in mikroskopski pregled celic. Detekcija virusne beljakovine LANA v tumorskih celicah potrdi diagnozo.

## Zdravljenje
Pri terapiji Kaposijevega sarkoma pri bolnikih z aidsom ali s presajenimi organi je poglavitno ohranjanje funkcije imunskega sistema; uporablja se protivirusna kombinirana terapija.
Drugi načini zdravljenja:
- lokalna terapija: izrezanje, laserska terapija, obsevalna terapija, fizioterapija;
- kemoterapija: doksorubicin ...;
- v fazi preskušanja: antiangiogenetska terapija, interferon α, talidomid.